# Laelia clarki
Laelia clarki är en fjärilsart som beskrevs av Antonius Johannes Theodorus Janse 1915. 
Laelia clarki ingår i släktet Laelia och familjen tofsspinnare. Inga underarter finns listade i Catalogue of Life.